# Sceloenopla bryanti
Sceloenopla bryanti là một loài bọ cánh cứng trong họ Chrysomelidae. Loài này được Bondar miêu tả khoa học năm 1937.